# Catherine Oxenberg
Catherine Oxenberg, férjezett nevén Catherine van Dien, szerbül: Катарина Оксенберг, ejtsd Katarina Okszenberg (New York City, 1961. szeptember 22.), amerikai színésznő, forgatókönyvíró, filmproducer. Anyja, Erzsébet jugoszláv hercegnő (Jelisaveta Karađorđević) révén a Karagyorgyevics szerb (jugoszláv) király ház tagja. Ismertebb főszerepeit a Dinasztia tévésorozatban, A fehér féreg búvóhelyében (1988) és az Artúr király legendájában (1999) játszotta.

## Élete

### Származása, családi háttere
1961-ben született New Yorkban. Édesanyja a Karađorđević (Karagyorgyevics) dinasztiából származó Erzsébet szerb királyi hercegnő (Jelisaveta Karađorđević, *1936), Pál jugoszláv királyi hercegnek (Pavle Karađorđević, 1893–1976) és Olga görög és dán hercegnőnek (1903–1997) harmadik gyermeke, aki a világháború alatt Kenyában (angol fogságban) élt, majd Angliában és Svájcban nevelkedett, Párizsban képzőművészetet tanult.
Édesapja Erzsébet hercegnő első férje, Howard Oxenberg (1919–2010), askenázi zsidó családból származó amerikai ruhagyáros nagyvállalkozó, aki a Kennedy-klán szoros barátja és üzletfele volt. 1960. május 21-én vette feleségül Erzsébet hercegnőt.
Két leánygyermekük született, Catherine (*1961) és Christina (*1962) író, humorista, divattervező, aki 1986-1996 között Damian Elwes (*1960) angol festő felesége volt. 
A sajtóban olyan találgatás is megjelent, hogy Catherine valódi apja John F. Kennedy elnök lett volna. 
A szülők 1966-ban elváltak.
Édesanyjuk, Erzsébet hercegnő második házasságát 1969-ben kötötte Neil Balfour of Dawyck (*1944) angol kereskedelmi nagyvállalkozóval, akitől 1978-ban elvált. A házasságból egy fiúgyermek született, Nicholas Augustus Roxburgh Balfour (*1970), Catherine és Christina féltestvére.
Anyai nagyapjuk, Pál herceg 1934–1941 között a Jugoszláv Királyság régense (a régenstanács elnöke) volt a kiskorú II. Péter jugoszláv király uralkodása alatt, unokafivérének, I. Sándor jugoszláv királynak meggyilkoláságától a Dušan Simović-féle 1941-es angolbarát puccsig. A britek németbarátnak minősítették, feleségével és gyermekeivel együtt Kenyában házi őrizetben tartották. 1944 után Jan Smuts dél-afrikai miniszterelnök hívására Johannesburgban telepedhetett le. 1947-ben Tito kormánya háborús bűnösnek minősítette, állampolgárságát megvonták, jugoszláviai vagyonát elkobozták. Smuts bukása után, 1949-től Pál Párizsban élt haláláig, 1976-ig. 2011-ben Szerbia kormánya rehabilitálta, 2012-ben hamvait hazavitték és a Karagyorgyevics család mauzóleumában, a topolai Szent György-templomban temették el.
Anyai nagyanyjuknak, Olga hercegnőnek testvérhúga, Marina görög és dán hercegnő (1906–1968) 1934-ben György kenti herceghez, V. György király negyedik fiához, a jövendő VIII. Eduárd király és VI. György király öccséhez ment feleségül, aki 1942-ben repülőszerencsétlenségben életét vesztette. Churchill ekkor engedélyezte Olga hercegnőnek, hogy Angliába költözzön özvegy húgához, de csak gyermekeit, köztük Erzsébet hercegnőt vihette magával, de férje, Pál herceg nélkül.

### Tanulmányai, pályakezdése
Catherine Oxenberg Londonban nevelkedett. Iskoláit Angliában, később az Egyesült Államokban végezte. Az előkelő kensingtoni francia gimnáziumba (Lycée Français Charles de Gaulle) járt. A brit királyi család közvetlen rokonságába tartozott, anyja révén megillette a „királyi fenség” (HRH) címzés, gyakran részt vett a királyi család összejövetelein, de saját nyilatkozatai szerint idegenkedett az udvar szigorúan szabályozott, magánszféra nélküli világától. Másod-unokanővére volt Károly trónörökösnek, jó viszonyt ápolt a vele egyidős Diána walesi hercegnével (1961–1999), és korán észrevette a Diána és a brit királyi udvar között kezdődő feszültségeket.
Hazatért az Egyesült Államokba, a concordi Szent Pál bentlakó középiskolába járt. Beiratkozott a Harvard Egyetemre. Modellkedni kezdett, fotói hamarosan a Cosmopolitan, a Glamour, az Interview és más ismert magazinok címlapjaira kerültek. Keresettségét növelte „királyi hercegnői” háttere és az tény, hogy a legjobb egyetemek egyikének hallgatója („ivy-edicated”) volt. Később átment a New York-i Columbia Egyetemre, ahol pszichológiát, filozófiát és mitológiát tanult, de tanulmányait nem fejezte be.
Színészmesterséget tanult, első mestere Richard Burton volt. (Édesanyja, Erzsébet hercegnő korábban, 1978 után átmeneti viszonyt folytatott Burtonnel, abban az időszakban, amikor Burton másodszor is elvált Elizabeth Taylortól, Erzsébet pedig már elvált második férjétől, Neil Balfourtól).

### Színészi pályája

Ronald Reagan elnök társaságában (1987)

Az 1980-as évek közepén szerzett hírnevet, a Dinasztia tévésorozatban, ahol Amanda Carrington szerepét  spielte. A szerepért Bambi-díjat kapott.
Szerepelt Ken Russell 1988-as horrorfilmjében, A fehér féreg búvóhelyében, amely Bram Stoker regényéből készült. Főszerepet játszott több sikeres tévéfilmben és sorozatban, így Mark Griffiths rendező 2001-es The Miracle of the Cards c. filmdrámájában, ahol Thomas Sangster anyját alakította. A film egy valós rákbeteg kisfiú, Craig Shergold életének történései alapján készült. 1999-ben Morgána varázslónőt játszotta Neil Mandt rendező Artúr király legendája c, kalandfilmjében, majd második férjével, Casper van Dien együtt szerepelt A behajtók című bűnügyi filmben. 2008-ban a Starship Troopers 3: Marauder c. militarista sci-fi-ben, ahol férje volt a főszereplő, Oxenberg is feltűnt egy kis mellékszerepben.
Két amerikai televíziós produkcióban is megszemélyesítette Diána walesi hercegnét, aki személyesen is ismert, a brit királyi családhoz fűződő rokoni kapcsolatai révén: Először 1982-ben a Peter Levin által rendezett The Royal Romance of Charles and Diana című romantikus tévéfilmben, amelyet a Károly trónörökös és Diána esküvője után egy évvel mutattak be. Másodszor 1992-ben a John Power által rendezett Charles és Diana: Nemesi tragédiák (Charles and Diana: Unhappily Ever After) című amerikai-kanadai tévédrámában, amely már a házasságot megrendítő problémákat taglalja.

### Magánélete, családja
Harmincéves korában, 1991-ben egy leánygyermeket szült, India Oxenberget. A sajtó később leleplezte, hogy az eltitkolt apa azonos William Weitz Shaffer elítélt kábítószercsempésszel és -kereskedővel, akivel Catherine még Németországban találkozott. Kiderült az is, hogy India születése után Catherine Oxenberg még sokáig kapcsolatban maradt Schafferrel, még annak 1992-es elítélése után, és börtönbüntetése alatt is.
Első hivatalos házasságát 1998. július 12-én, Beverly Hillsben kötötte Robert Evans amerikai filmproducerrel, a házasságot azonban kilenc nap múlva, július 21-én érvénytelenítették (annullálták).
1999. május 8-án a Las Vegas-i Graceland-kápolnában feleségül ment Casper van Dien (*1968) amerikai színészhez. Két közös leánygyermekük született, Amanda Maya Van Dien (*2001) és Celeste Alma Van Dien (2003). 2005-ben a házaspár saját televíziós reality show-sorozatot készített, „Hercegnő a feleségem (I Married a Princess)” címmel, melyet az Egyesült Államokban és az Egyesült Királyságban sugároztak. 2015-ben Van Dien beadta a válókeresetet, a házasságot felbontották.
2007 júliusában Catherine Oxenberg és gyermekei megkapták a szerb állampolgárságot.
Legidősebb leányát, India Oxenberget Catherine 2011-ben beajánlotta az NXIVM szervezethez, amelyről (saját nyilatkozata szerint) azt hitte, hogy az egy önsegítő, vállalkozás-központú, személyiségfejlesztő program. 2017-re oknyomozó újságírók kiderítették, hogy a szervezet valójában egy zsarolásra, szexuális kizsákmányolásra és emberkereskedelemre szakosodott szekta, amelyet Keith Raniere, női felhajtói, Nancy Salzman, Allison Mack és más bűntársak működtettek. Miután Catherine 2017-ben nem tudta kihozni leányát a szektából, harcot indított a szektavezér ellen, bizonyítékokat gyűjtött az FBI számára. 2018-ban a szekta vezetőit letartóztatták, és perbe fogták. India csak ekkor térhetett vissza anyjához, Catherine-hez, és megkísérelték kapcsolatukat helyreállítani. 2018-ban augusztusában az anya könyvet írt arról a harcról, amelyet leánya kimentéséért folytatott. 
India később színésznő és dokumentumfilmes lett.
2019-ben Catherine Oxenberg (íróként és producerként) elkészítette az Escaping the NXIVM Cult: A Mother’s Fight to Save Her Daughter című tévé-játékfilmet, ugyanerről a történetről. A filmben őt magát Andrea Roth; leányát, Indiát Jasper Polish; a felhajtó Allison Macket Sara Fletcher alakította. 2020-ban  leányával és más korábban kimentett szektatagokkal együtt szerepelt a Seduced címmel dokumentumfilm-sorozatban. Azóta is rendszeresen megnyilvánul a nők jogait érintő társadalmi kérdésekben, felszólal az elnyomó kultúrákban élő nők helyzetének javításáért.

## Főbb filmszerepei
- 2020: Seduced: Inside the NXIVM Cult, tévé-minisorozat; önmaga
- 2020: Acquitted by Faith; Beth Stills
- 2015: Higher Mission; Brianna
- 2015: Sharktopus vs. Whalewolf, tévéfilm; Dr. Elsa Reinhardt
- 2014: Hamupipóke (Sleeping Beauty); Violet királynő
- 2010: A kutya, aki megmentette a karácsonyi vakációt (The Dog Who Saved Christmas Vacation); Dottie kutya hangja
- 2008: Csillagközi invázió 3. (Starship Troopers 3: Marauder); Tech 2
- 2006–2007: Veszélyes szerelem (Watch Over Me), tévésorozat; Leandra Thames
- 2005: Előérzet (Premonition), tévéfilm; Kate Barnes
- 2002: Gyilkos kód (The Vector File), tévéfilm; Margaret
- 2001: The Miracle of the Cards, tévéfilm; Marion Shergold
- 2001: Jeges halál (The Flying Dutchman), tévéfilm; Lacy Anderson
- 2000: Pokoli játszma (Perilous), tévéfilm; Sasha
- 2000: Gyilkos ösztön (Sanctimony), Susan Renart
- 2000: Baywatch, tévésorozat; Erika
- 2000: Dühöngő száguldás (A Friday Night Date), tévéfilm; erdészeti tisztviselőnő
- 1999: Veszélylesők (The Time Shifters), tévéfilm; szóvivő
- 1999: Az Omega kód (The Omega Code), tévéfilm; Cassandra Barashe
- 1999: A behajtók (The Collectors), tévéfilm; Bailey nyomozó
- 1999: Leszolgált idő (Time Served), tévéfilm; Sarah McKinney
- 1999: Artúr király legendája (Arthur’s Quest), tévéfilm; Morgana
- 1999: Rosszcsontok (Boys Will Be Boys), tévéfilm; Patsy Parker
- 1998: Catch Me If You Can; tévéfilm; Tina Walcott őrmesternő
- 1995: A dadus (The Nanny), tévésorozat; Sydney Mercer
- 1994: Csalfa csábítások (Treacherous Beauties), tévéfilm; Simone Hollister
- 1993–1994: Acapulco akciócsoport (Acapulco H.E.A.T.), tévésorozat; Ashley Hunter-Coddington
- 1993: Halálos érintés (Rubdown), tévéfilm; Jordy
- 1992: Charles és Diana: Nemesi tragédiák (Charles and Diana: Unhappily Ever After), tévéfilm; Diána hercegné
- 1992: Sexual Response, tévéfilm; Kate
- 1991: Skorpió gyűrűje (Ring of Scorpio), tévé-minisorozat; Fiona Matthews McDonald
- 1989: Swimsuit, tévéfilm; Jade Greene
- 1988: A fehér féreg búvóhelye (The Lair of the White Worm); Eve Trent
- 1987: Még egy római vakáció (Roman Holiday), tévéfilm; Elysa hercegnő
- 1984–1986: Dinasztia (Dynasty), tévésorozat; Amanda Bedford Carrington
- 1984–1986: Szerelemhajó (The Love Boat), tévésorozat; Carrie Barton / Monika Blackbird
- 1982: The Royal Romance of Charles and Diana; tévéfilm, Lady Diana Spencer

## Saját produkciói
- 2019: Escaping the NXIVM Cult: A Mother’s Fight to Save Her Daughter, tévéfilm; producerként
- 2016: Sexology, tévéfilm (2016), producerként
- 2005: Hercegnő a feleségem (I Married a Princess), reality tévésorozat; producerként és önmagát alakító szereplőként

## További információ
- Catherine Oxenberg a Facebookon
- Catherine Oxenberg a PORT.hu-n (magyarul)
- Catherine Oxenberg az Internetes Szinkronadatbázisban (magyarul)
- Catherine Oxenberg az Internet Movie Database-ben (angolul)
- Catherine Oxenberg a Rotten Tomatoeson (angolul)
- Catherine Oxenberg. Filmkatalógus.hu (magyarul)
- Catherine Oxenberg az AlloCiné weboldalán (franciául)
- Catherine Oxenberg Profile (angol nyelven). famousfix.com. (Hozzáférés: 2023. január 18.)